# Lukas Lunøe
Lukas Lunøe (født Lukas David Sonne Lunøe 7. marts 1998 i Valby) er tidligere landsformand for Radikal Ungdom.
I 2018 dimitterede han fra Gefion Gymnasium. Han har studeret statskundskab på Københavns Universitet og blev cand.scient.pol. i 2024. 

## Karriere
Lukas Lunøe har tidligere været Økonomi- og erhvervsordfører i Radikal Ungdom.  Den 17. august 2019 blev han valgt som landsformand, hvor han overtog posten fra Sigrid Friis.